# Williamstown (condado de Berkshire, Massachusetts)
Williamstown é um lugar designado pelo censo localizado no condado de Berkshire no estado estadounidense de Massachusetts. No Censo de 2010 tinha uma população de 4.325 habitantes e uma densidade populacional de 487,28 pessoas por km².

## Geografia
Williamstown encontra-se localizado nas coordenadas 42° 42′ 32″ N, 73° 12′ 05″ O. Segundo a Departamento do Censo dos Estados Unidos, Williamstown tem uma superfície total de 8.88 km², da qual 8.79 km² correspondem a terra firme e (0.96%) 0.09 km² é água.

## Demografia
Segundo o censo de 2010, tinha 4.325 pessoas residindo em Williamstown. A densidade populacional era de 487,28 hab./km². Dos 4.325 habitantes, Williamstown estava composto pelo 83.05% brancos, o 4.37% eram afroamericanos, o 0.07% eram amerindios, o 7.47% eram asiáticos, o 0.09% eram insulares do Pacífico, o 0.88% eram de outras raças e o 4.07% pertenciam a duas ou mais raças. Do total da população o 5.34% eram hispanos ou latinos de qualquer raça.